# Харалд III
Харалд III Строги (норв. Harald III Haardraade) био је норвешки краљ од 1047. до 25. септембра 1066. У младости се истакао у византијској служби, као члан чувене варјашке гарде византијских царева.

## Биографија
После битке код Стиклесте (норв. Stiklestad) 29. јула 1030. пребегао је у Новгород, затим у Цариград (1033) где постаје командант царске гарде, са којом предузима успеле походе у Италију, Сицилију, северну Африку и на Јерусалим. Византију напушта 1042. и долази у Шведску где ступа у савез са данским краљем Свеном II (дан. Sven Estrithson) против норвешког краља Магнуса I (норв. Magnus I Olafsson). Ускоро је постао савладар Магнуса I, а када је он умро (1047), и краљ целе Норвешке. Покушао је да овлада Данском, али без успеха. Предузео је инвазију на Енглеску 1066. и стигао до Јорка, али га је енглески краљ Харолд II победио код Стемфордбриџа (енгл. Stamfordbridge) 25. септембра 1066, где је и погинуо.